# Wagaya
Wagaya är ett utdött australiskt språk. Wagaya talades i Nordterritoriet. Wagaya tillhörde de pama-nyunganska språken.